# 金髮毒藥
是一部由奇利安烈德豪夫執導，寶拉·貝爾主演的德國劇情片。這部電影改編自德國猶太人史黛拉·戈德施拉格（1922-1994）的生平故事；她在二戰期間擔任納粹蓋世太保的間諜，協助他們追蹤躲藏在柏林的猶太人。該片於2023年9月在蘇黎世電影節首映，2024年1月25日在德國當地上映。

## 劇情大綱
正值青春年華的史黛拉（寶拉貝爾 飾）在柏林納粹統治的陰影下長大，有著金髮碧眼與天籟歌喉的她，是學校裡每個男孩的迷戀對象，她也夢想著成為一名爵士女伶。但這一切並沒有持續太久，隨著納粹的種族清洗手段越加激進，她必須與母親托妮（卡嘉瑞曼 飾）和父親格爾德（盧卡斯米可 飾）四處藏匿，過著不見天日的生活；但史黛拉一家被他人出賣，最終仍被蓋世太保抓獲，受到殘酷刑求。為了保全自己與父母的性命，她被迫踏上背叛同胞的地獄之路。
從1943年9月到第二次世界大戰結束，史黛拉一共將數百名猶太人同胞親手交給了蓋世太保。有鑑於她出眾外貌下的殘酷行徑，在猶太人間口耳相傳著「金髮毒藥」、「金髮幽靈」的代稱。

## 獎項與紀錄
- 2023年9月：蘇黎世電影節舉行盛大首映[2]
- 2023年10月：澳大利亞猶太電影節（JIFF）展映[6]
- 2023年11月：法國阿拉斯電影節（Arras IFF）入選歐洲競賽片單[7]

## 背景
史黛拉·戈德施拉格的故事對當今的觀眾來說具有特殊的重要性，這在於故事主人公的複雜性以及她處境的絕望感：“《金髮毒藥》是一個極具現代感的故事。她的主要角色可能是我們中的一個：她年輕、自信，自視甚高。這個女人既是加害者，又是受害者。她將我們置於出賣的兩難境地。我們將如何決定？”這是導演兼編劇奇利安烈德豪夫（Kilian Riedhof）的說法。

## 演員
| 演员         | 角色              | 介绍                                                         |
| ------------ | ----------------- | ------------------------------------------------------------ |
| 寶拉·貝爾    | 史黛拉·戈德施拉格 | 金髮碧眼的猶太女子，夢想成為爵士歌手，為了求生被迫出賣同胞。 |
| 傑尼斯紐沃納 | 羅爾夫            | 有四分之一猶太血統，販賣假證件維生，和史黛拉意外結識。       |
| 盧卡斯米可   | 格爾德·戈德施拉格 | 史黛拉的父親。                                               |
| 卡嘉瑞曼     | 托妮·戈德施拉格   | 史黛拉的母親。                                               |
| 達米安哈頓   | 弗雷德            | 史黛拉的戀人。                                               |

## 製作與發行
《金髮毒藥》拍攝於2021年的9月至11月，在柏林、漢堡、巴伐利亞、維也納和北萊茵-威斯特法倫進行取景。最初定檔的德國當地上映日為2024年1月18日，後來延期至2024年1月25日。由Majestic Film負責當地發行，Global Screen負責全球銷售。

## 外部連結
- 豆瓣电影上《金髮毒藥》的資料 （简体中文）
- 互联网电影数据库（IMDb）上《金髮毒藥》的资料（英文）